# Rue Léontine
La rue Léontine est une voie du 15e arrondissement de Paris, en France.

## Situation et accès
La rue Léontine est une voie publique située dans le 15e arrondissement de Paris. Elle débute au 38, rue Sébastien-Mercier et se termine au 29, rue des Cévennes.

## Origine du nom

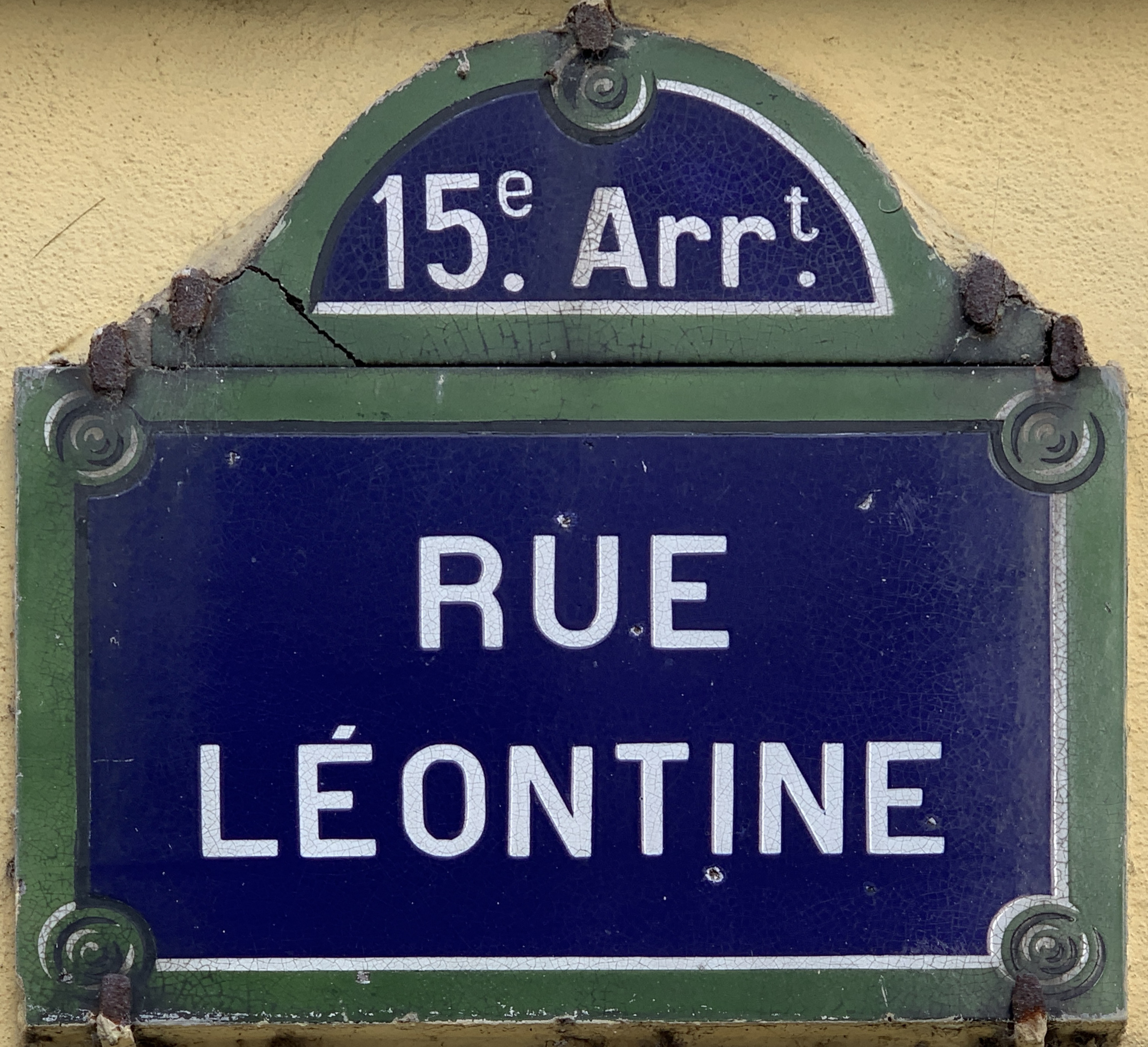
Plaque de la rue.

La rue tire son nom de celui d'un propriétaire.

## Historique
Cette voie, ouverte en 1890 sous le nom de « rue Julie-Juliette » pour devenir la « rue Léontine-Prolongée », prend sa dénomination actuelle en 1913.  